# Educatina
Educatina es una plataforma digital personalizada para apoyo escolar en el aula y en el hogar, dirigida a alumnos de nivel secundario y docentes, que cuenta con más de 10.000 contenidos incluyendo videos y ejercicios de todas las materias. Fue creada por Denise Abulafia, Mariela Ioszpe y Cristian Ventura. En 2017 fue adquirida por Competir Edtech, empresa argentina IT líder en soluciones y contenidos de edutainment que también posee soluciones como Aula365, Los creadores, CreaKids, AulaYa y Kids News.
En 2012 fue premiada por el programa Conectar Igualdad del Ministerio de Educación de la República Argentina
En junio de 2013, el canal YouTube de Educatina fue uno de los 15 ganadores del You Tube Next Latino, que viajaron a Los Ángeles para asistir a un Creator Camp en el YouTube Creator Space. En marzo de 2019, Youtube le entregó al canal el Golden Play Button (oro), otorgado a aquellos canales que superan un millón de suscriptores. 

Actualmente se considera el canal YouTube de Educatina como un edutuber -un youtuber que pone a disposición su conocimiento en distintas áreas para que las personas en cualquier lugar del mundo puedan aprender- por lo que fue invitado en varias oportunidades a participar de experiencias en el YouTube Space, un espacio creativo ofrecido por YouTube para experiencias con youtubers.

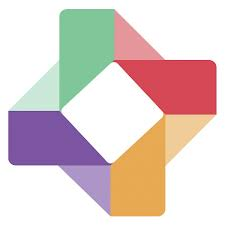
Logo de Educatina

## Educatina en portugués
También se lanzó Educatina para Brasil con 4 asignaturas: Análisis matemático, Aritmética, Cinemática Escalar (Física) y Raciocinio Lógico.

## Educatina en la web
El portal web de Educatina posee distintos tipos de membresías, lo que habilita el acceso a distintos contenidos. Su canal YouTube tiene más de 1.000.000 de suscriptores, lo que le valió ser uno de lo 15 ganadores del You Tube Next Latino en 2013 y el Golden Play Button en 2019.
También está disponible la aplicación de la plataforma para celulares.

## Tutorías Virtuales

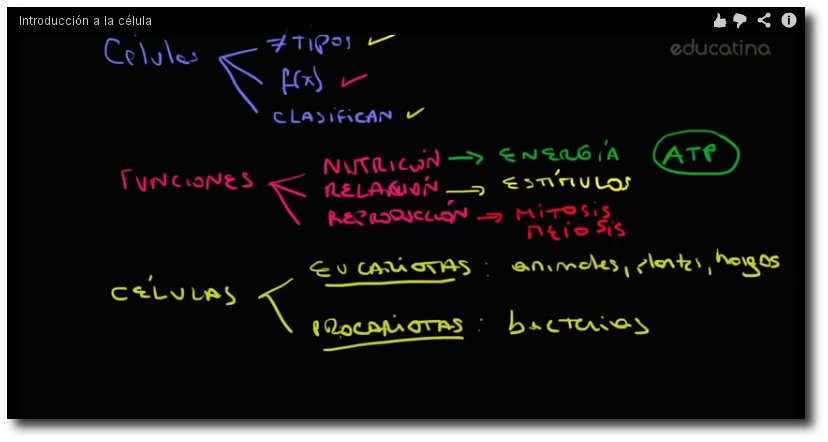
Educatina 3

El 26 de septiembre de 2013, Educatina lanzó Aulaya, el servicio de tutorías en línea para toda América Latina, en donde cada usuario puede conectarse con un tutor en línea para preparar exámenes, estudiar idiomas o realizar consultas específicas de cualquier materia escolar.

## Aprender en Casa
Debido a la urgencia educativa generada por la pandemia de coronavirus, la empresa Competir Edtech lanzó en marzo de 2020, la Plataforma educativa Aprender en Casa, cuya biblioteca consta de 30.000 contenidos para Primaria (de Aula365 y Los creadores) y Secundaria (de Educatina). La empresa informó que la Plataforma sería de acceso libre y gratuito por todo el ciclo lectivo 2020.